# Buglovce
Buglovce – słowacka wieś i gmina (obec) w powiecie Lewocza w kraju preszowskim.
Pierwsze wzmianki o wsi pochodzą z 1335 roku.
Centrum wsi leży na wysokości 455 m n.p.m. Gmina zajmuje powierzchnię 3,031 km². W 2011 roku zamieszkiwało ją 269 osób.